# Oleg Maskajev
Oleg Alexandrovitj Maskajev, född 2 mars 1969 i Abaj, Sovjetunionen, är en rysk före detta professionell boxare som 2006-2008 var världsmästare i tungvikt för organisationen WBC.

## Boxningskarriär

### Proffs
Maskajevs professionella boxningskarriär började 1993 när han debuterade mot den före detta silvermedaljören från amatör-VM, Alexander Miroshnitjenko som ståtade med 21 raka vinster som proffs. Maskaev vann dock via TKO i den tredje ronden. Maskajev fortsatte att matchas hårt, för i sin bara sjunde match mötte han Oliver McCall, som hade blivit världsmästare genom att slå ut Lennox Lewis bara ett år tidigare, som nu gav ryssen hans första nederlag – detta via TKO i den första ronden. Efter att ha vunnit sina nästa fyra matcher mötte Maskajev den hårdslående samoanen David Tua i en match som förlorades på TKO i den elfte ronden.
Maskajev radade sedan upp 10 raka segrar där han bland andra besegrade Alex Stewart och Hasim Rahman - båda innan matchtidens slut - innan han förlorade tre matcher av fem där Corey Sanders var det mest namnkunniga namnet i en match i mars 2002. Matchen mot Rahman slutade spektakulärt då Maskajev slog sin motståndare ut genom repen i den åttonde ronden och vidare ner på kommentatorsbordet och golvet. Läkare tillkallades men Rahman reste sig efter några minuter, dock för sent för att fortsätta matchen som vanns av ryssen på KO.

### Världsmästare
Efter en ny vinstrad med tio raka segrar inom loppet av knappt tre år möttes Maskajev och Hasim Rahman åter igen, i augusti 2006, i en match gällande amerikanens WBC-titel. Maskajev blev ny världsmästare genom vinst via TKO då domaren gått emellan för att skydda en försvarslös Rahman med mindre än en minut kvar av den 12:e och sista ronden. Maskajev vann sedan i sitt första titelförsvar, mot Peter Okhello; detta i december 2006 genom enhälligt domarbeslut.
Maskajev mötte därpå Samuel Peter i mars 2008 i sitt nästa titelförsvar. I den femte ronden fick han in några bra träffar på utmanarens haka, men till ingen nytta. Peter var till synes opåverkad och vann fyra av fem ronder innan han slog Maskajev TKO med tre sekunder kvar av den sjätte ronden.

### Slutet
Maskajev vann sedan två matcher innan han i december 2009 förlorade mot Nagy Aguilera och nu verkade karriären vara över för den 40-årige ryssen. Maskajev gjorde dock comeback tre år senare då han inom loppet av ett knappt år vann tre raka segrar. Matchen i november 2013 mot Danny Williams som vanns på poäng blev dock hans sista.

### Webbkällor
- Maskajev på boxrec.com